# ایستگاه تبادل

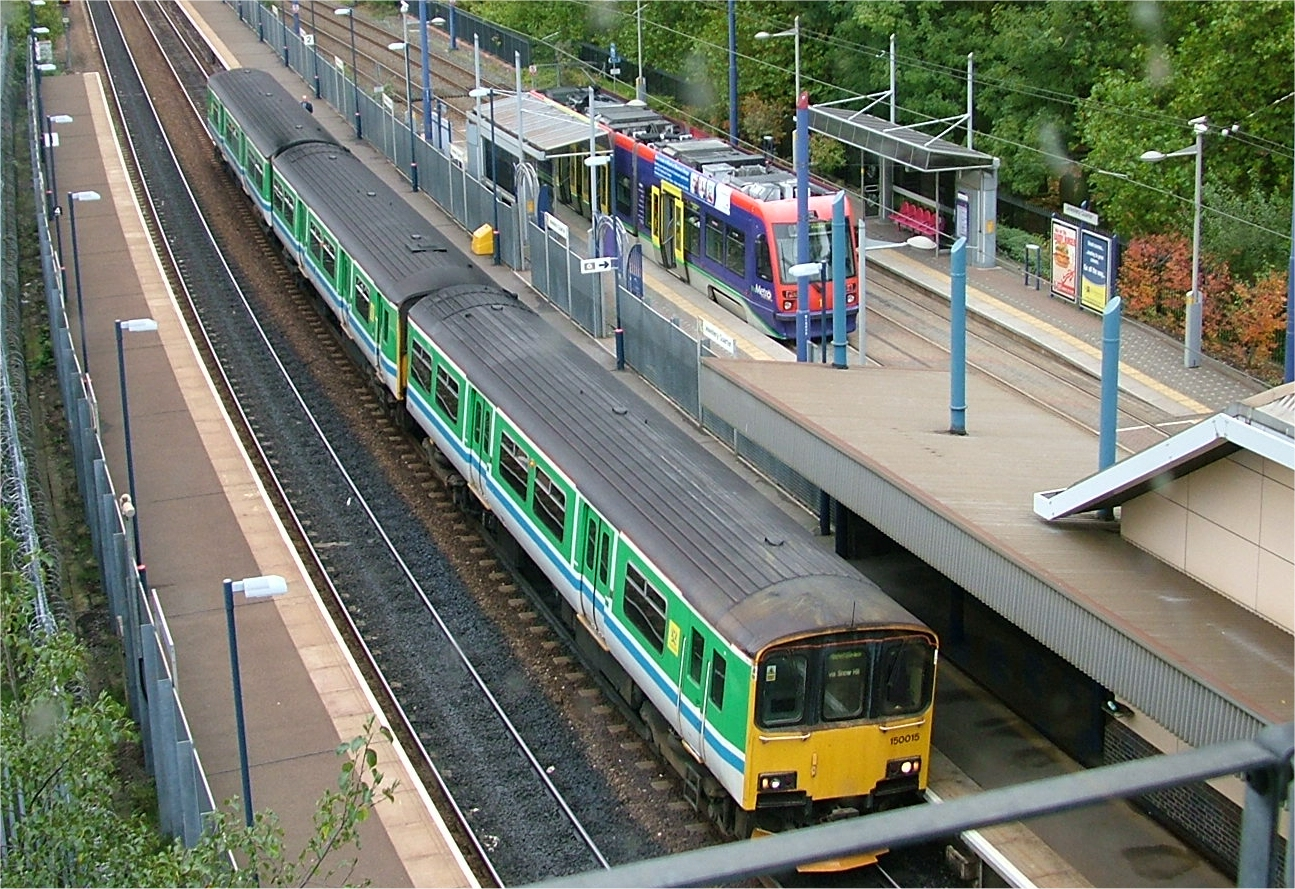
Jewellery Quarter، یک تبادل تراموا/قطار در بیرمنگام، بریتانیا.

ایستگاه تبادل (انگلیسی: Interchange station) یک ایستگاه قطار برای بیش از یک مسیر ترابری ریلی در سیستم ترابری عمومی که به مسافران اجازه می‌دهد تا از یک مسیر به مسیر دیگر تغییر خط بدهند، اغلب بدون نیاز به ترک. یک ایستگاه یا پرداخت کرایه اضافی.